# Provincia de Karaman
Karaman es una de las 81 provincias en las que está dividida Turquía, y es administrada por un gobernador designado por el Gobierno central. La capital es Karaman.